# Miki Matsubara
Miki Matsubara (japoneză 松原 みき, Matsubara Miki, n. 28 noiembrie 1959, Kishiwada, Japonia – d. 7 octombrie 2004, Sakai, Japonia) a fost o cântăreață și compozitoare de J-pop japoneză din Osaka. Este cunoscută în special pentru melodia sa, „Mayonaka no Door (Stay with Me)”.

## Carieră
Miki Matsubara și-a început cariera de muzician în anul 1979 și a devenit cunoscută pentru melodiile sale de debut, dar în special pentru melodia „Mayonaka no Door (Stay with Me)”, care a fost reinterpretată de foarte mulți artiști de-a lungul timpului, inclusiv de către Akina Nakamori. Melodia a fost pe locul 28 în Oricon Chart, și, conform acestei liste, au fost vândute 104.000 de copii, iar Canyon records a anunțat vânzarea a 300.000 de copii. Printre melodiile sale cunoscute se mai numără și „Neat na gogo san-ji (ニートな午後3時?)” și „The Winner”.
După lansarea piesei „Neat na gogo san-ji”, Matsubara a devenit o artistă populară la acea vreme. I s-a oferit ocazia de a cânta la diferite festivaluri, concerte, etc. Melodia a fost reprezentată într-o reclamă a companiei japoneze faimoase Shiseido, la doar mai puțin de doi ani de la debutul cântăreței.
Miki Matsubara a primit câteva premii pentru artiști noi. În timpul carierei sale, și-a creat propria formație, denumită Dr. Woo. De asemenea, a colaborat și la nivel internațional cu formația de jazz fusion Motown denumită Dr. Strut din Los Angeles, ulterior lansând un album cu melodii cover de jazz intitulat „BLUE EYES”. În acest album, a reinterpretat multe melodii populare, precum „Love for sale” și melodia soft rock „You've Got A Friend”, cântată original de Carole King.
De-a lungul carierei sale muzicale, cântăreața a lansat 8 melodii single și 12 albume de studio. În ciuda activității și popularității majoritar pe plan local, a fost cunoscută și în afara Japoniei, datorită melodiilor realizate pentru anime-uri, mai exact pentru melodiile de deschidere și de închidere a unor anime-uri, precum Dirty Pair: Project Eden. Ca urmare a popularizării recente a genului city pop la nivel internațional, Miki Matsubara a câștigat mulți fani în afara Japoniei în ultima perioadă.

## Discografie

### Albume de studio
| An   | Titlu album                      | Casă    |
| ---- | -------------------------------- | ------- |
| 1980 | Pocket Park                      | See･Saw |
| 1980 | Who Are You?                     | See･Saw |
| 1981 | Cupid                            | See･Saw |
| 1982 | Myself                           | See･Saw |
| 1982 | 彩                               | See･Saw |
| 1983 | Revue                            | See･Saw |
| 1984 | Blue Eyes (album cover)          | See･Saw |
| 1984 | Cool Cut                         | See･Saw |
| 1985 | Lady Bounce                      | See･Saw |
| 1987 | Dirty Pair (Original Soundtrack) | Victor  |
| 1988 | WiNK                             | Victor  |